# والاس سميث (ملاكم)
والاس سميث (بالإنجليزية: Wallace Smith)‏ مواليد 2 أبريل 1924 في سينسيناتي - الوفاة 11 يوليو 1973، كان ملاكم محترف أمريكي صنّف ضمن فئة الوزن الخفيف بدأ مسيرته الاحترافية سنة 1948. سبق أن شارك في دورة الألعاب الأولمبية الصيفية سنة 1948.

## إحصائيات
خاض خلال مسيرته 60 نزالا، فاز في 31 وتعادل في 6 وخسر في 23. فاز بالضربة القاضية في 18 نزالا.

## روابط خارجية
- والاس سميث على موقع بوكس ريك (الإنجليزية) (registration required)
- والاس سميث على موقع أوليمبيديا (الإنجليزية)